# Чачикян, Рубен Григорьевич
Рубен Григорьевич Чачикян — советский хозяйственный, государственный и политический деятель.

## Биография
Родился в 1910 году в Тифлисе. Член КПСС.
С 1931 года — на хозяйственной, общественной и политической работе. В 1931—1986 гг. — инженер-конструктор в Особом конструкторском бюро в Ленинграде, участник Великой Отечественной войны, инженер-конструктор, испытатель на военном заводе № 224, главный конструктор Государственного специального ОКБ, главный конструктор и организатор нового комплекса в НИИ-1, главный конструктор МПКБ «Восход».
Государственная премия СССР.
Умер в Москве в 1996 году. Похоронен на Армянском кладбище.